# Alain Connan
Pour les articles homonymes, voir Connan.
Alain Connan, né le 21 janvier 1933 à Lorient et mort le 15 janvier 2024 à Joigny,, est un ex-Commandant de bord de la Marine marchande, fondateur de Greenpeace France, ancien commandant du Rainbow Warrior II et cofondateur de l’Association Watever.

## Parcours
Alain Connan est né le 21 janvier 1933 à Lorient. Il commence sa carrière dans la Marine marchande en 1949, à 16 ans.
En 1975, après le départ des Américains de Saïgon, il commande l'expédition maritime destinée à apporter des biens de première nécessité et des médicaments aux Vietnamiens. 
En 1979, il adhère à Greenpeace et s'engage dans les activités de l'ONG.
Il quitte la Marine marchande le 21 janvier 1983 après avoir été commandant de bord 20e catégorie pendant 18 ans. 
Cette année marque le début de son bénévolat en tant que commandant de bord pour Greenpeace. 
Il en sera le porte-parole en 1985 et devient le Président et refondateur de Greenpeace France, en 1987.
Il effectuera de nombreuses missions sur toutes les mers du monde jusqu'en 1993, notamment aux commandes du Rainbow Warrior II.
Entre décembre 1991 et avril 1992, Alain Connan est présentateur sur Antenne 2 dans l'émission Pince-moi je rêve où il raconte des histoires aux enfants. 
En 1993, avec son ami Yves Marre il crée l'association Friendship et l'aide dans son projet d'envoyer une péniche transformée en hôpital au Bangladesh.
En 2008, Alain Connan devient membre du comité de soutien des Citoyens du Monde (association) avec Théodore Monod, Jean Rostand et Paul-Émile Victor notamment,.
Il devient également Président de l’association Poent Eo qui promeut le transport de marchandises à la voile.
En 2010, il participe à la fondation de l’Association Watever avec Marc Van Peteghem, Yves Marre et Gérald Similowski.
La même année au sein de l'association praocargo dont il assume la présidence d'honneur, il contribue au projet de conception d'un voilier type prao de 60 mètres et projeter des transports transoceaniques à propulsion éolienne.
Le 4 juillet 2011 il commande la goélette "Louise Michel" pour l’expédition contre le blocus de Gaza .
En 2012, Alain Connan commande une dernière fois le Rainbow Warrior II, avant sa livraison à l’ONG Friendship au Bangladesh.
La même année au sein de l'association Watever avec des amis de Tahiti (Jean-Paul Théron, Jean-Louis Tachoires et Warren Ellacott), en partenariat avec le cabinet VPLP (Marc Van Peteghem), il crée le département Eole Marine Colportage (EMC) dont l'objectif est de concevoir et promouvoir un cargo à propulsion éolienne.
En mai et juin 2016 il est à Tahiti pour lancer officiellement ce projet qu'il coordonne.

## Publications
- "Sur le coffre de l’homme mort, quatorze histoires de trésors", coauteur, édition Elocoquent[18]
- "La Diva, le Président et autres face à face", coauteur, édition Elocoquent[18]
- "Bras de fer à Moruroa", coauteur, édition Elocoquent[18]
- "Sorties de table", coauteur, édition Elocoquent[18]
- "Aux passantes des bouts du monde", coauteur, édition Elocoquent[18]
- "Zeraq", coauteur, édition Elocoquent[18]
- "De Dunkerque à Chittagong, une aventure française au Bengale", Marine & Océans no 236[19],[20]